# Église Saint-Jean-Baptiste de Loubeyrat
 (juillet 2021).
Si vous disposez d'ouvrages ou d'articles de référence ou si vous connaissez des sites web de qualité traitant du thème abordé ici, merci de compléter l'article en donnant les références utiles à sa vérifiabilité et en les liant à la section « Notes et références ».
 (juillet 2021).
La mise en forme du texte ne suit pas les recommandations de Wikipédia : il faut le « wikifier ».
Les points d'amélioration suivants sont les cas les plus fréquents :
- Les titres sont pré-formatés par le logiciel. Ils ne sont ni en capitales, ni en gras.
- Le texte ne doit pas être écrit en capitales (les noms de famille non plus), ni en gras, ni en italique, ni en « petit »…
- Le gras n'est utilisé que pour surligner le titre de l'article dans l'introduction, une seule fois.
- L'italique est rarement utilisé : mots en langue étrangère, titres d'œuvres, noms de bateaux, etc.
- Les citations ne sont pas en italique mais en corps de texte normal. Elles sont entourées par des guillemets français : « et ».
- Les listes à puces sont à éviter, des paragraphes rédigés étant largement préférés. Les tableaux sont à réserver à la présentation de données structurées (résultats, etc.).
- Les appels de note de bas de page (petits chiffres en exposant, introduits par l'outil «  Source ») sont à placer entre la fin de phrase et le point final[comme ça].
- Les liens internes (vers d'autres articles de Wikipédia) sont à choisir avec parcimonie. Créez des liens vers des articles approfondissant le sujet. Les termes génériques sans rapport avec le sujet sont à éviter, ainsi que les répétitions de liens vers un même terme.
- Les liens externes sont à placer uniquement dans une section « Liens externes », à la fin de l'article. Ces liens sont à choisir avec parcimonie suivant les règles définies. Si un lien sert de source à l'article, son insertion dans le texte est à faire par les notes de bas de page.
- La présentation des références doit suivre les conventions bibliographiques. Il est recommandé d'utiliser les modèles {{Ouvrage}}, {{Chapitre}}, {{Article}}, {{Lien web}} et/ou {{Bibliographie}}. Le mode d'édition visuel peut mettre en forme automatiquement les références.
- Insérer une infobox (cadre d'informations à droite) n'est pas obligatoire pour parachever la mise en page.

Pour une aide détaillée, merci de consulter Aide:Wikification.
Si vous pensez que ces points ont été résolus, vous pouvez retirer ce bandeau et améliorer la mise en forme d'un autre article.
L’église Saint Jean-Baptiste de Loubeyrat est une église du XIXe siècle, située dans la commune de Loubeyrat, dans le département français du Puy-de-Dôme.

## Localisation
L’église Saint Jean-Baptiste se situe au sein de la commune de Loubeyrat, dans le canton de Manzat et au sein de l’aire urbaine de Clermont-Ferrand.
Il est à noter que l’édifice se situe une centaine de mètres plus au sud de la première église, aujourd’hui désaffectée.
Aussi, l’église est voisine de la congrégation des Petites Sœurs infirmières des campagnes, fondée en 1866 par Marguerite Gardarin, en religion mère Saint-Jean-Baptiste (1831-1904) avec Annette Pélissier (1820-1866) et l'abbé Claude-Augustin Gouilloux (1814-1889) curé de la paroisse  afin d’aider les miséreux et les vieillards de Loubeyrat et des environs. Sa chapelle, par son éclatante blancheur, tranche élégamment avec le noir de la “Cathédrale des Montagnes”. Aujourd’hui, l'on note dans le bourg l'importance passée du clergé: la cathédrale, le couvent de la congrégation et sa chapelle ainsi que la maison de retraite, rénovée et agrandie portant le nom de "Maison Saint-Jean-Baptiste". En 2022, il reste une religieuse appartenant à la Congrégation des Petites Sœurs Infirmières des Campagnes.
La paroisse Saint-Bruno des Bords de Sioule dessert les lieux; le diocèse de Clermont en étant l'affectataire.

## Historique

### Introduction
Construite à partir de 1869, l'église Saint-Jean-Baptiste a d'abord pour vocation de remplacer un édifice devenu trop petit pour accueillir les fidèles de la commune. L’édifice a été inscrit au titre des monuments historiques en 2000.

### Financement
Tout aussi rapide qu'énigmatique, le financement de l'église est tout à fait inhabituel et le coût total des travaux a été estimé à plus de cent mille francs.
Premièrement, il s'agit là d'un financement quasi-légendaire. En effet, selon ce qui est habituellement raconté, la construction a été permise grâce au trésor de la famille de Monestay-Chazeron, propriétaire du Château de Chazeron, situé sur la commune.
Ainsi, la légende veut qu’au milieu du XIXe siècle, la duchesse de Céreste-Brancas née Henriette Pauline de Monestay-Chazeron (1776-1858) habitant Paris et dernière membre de la famille de Monestay-Chazeron, n’ayant pas de descendants, ait confié secrètement au curé de la paroisse le lieu du trésor (dans les boiseries de la chapelle du château). Ce secret fut transmis de curé en curé en l’attente d’un héritier de la famille, jusqu’au jour où l’abbé Gouilloux, voyant l’état insalubre de la petite église du village et les conditions dans lesquelles ses paroissiens venaient prier, décida de consacrer ce trésor à la construction d’un nouveau lieu de culte pour la paroisse.
Une autre source pouvant concorder indique que des reliques de sainte Marguerite, patronne de la chapelle du château de Chazeron y furent retrouvées dans un coin inconnu lors de travaux. Il est de plus fait mention d'un événement ayant eu lieu au château. Le curé de Loubeyrat après cette découverte organisa une cérémonie marquant le retour du missel du dernier des Monestay-Chazeron : François-Charles, marquis de Chazeron, père de la duchesse de Brancas. Ce livre liturgique transmis aux curés successifs de la paroisse comprenait un message : "Nous devons dévoiler l'emplacement du trésor à la première personne qui fera revivre Chazeron".
En outre, les documents de la construction de l'église font mention "d'un généreux donateur" vivant en dehors des frontières de la commune, âgé et en mauvaise santé et ayant fait de la somme de 25 000 francs.
Également, des notable locaux, ont aussi un rôle important dans l'édification de l'église. En effet, ils sont nombreux à avoir participé au financement des vitraux. Ainsi, les saints qui y figurent font référence aux prénoms de ces bienfaiteurs.
Enfin, il faut noter l'intervention du conseiller général du canton de Manzat, Eugène Tallon qui demande au conseil général la somme de 18 000 francs pour terminer les travaux de construction de l'église.

### Construction
La construction a ceci de particulier qu’elle a été, selon le souhait de l’abbé Gouilloux, supervisée par les villageois qui ont eu la liberté d’en choisir le style architectural.
Il a alors été décidé que l’église Saint-Jean Baptiste serait de style néo-gothique, particulièrement riche et coûteux, ce qui n'était pas le choix habituel des paroisses rurales si bien que l'église de Loubeyrat sera surnommée et l'est encore aujourd'hui : la Cathédrale des Montagnes. L'historien de l'Auvergne, Ambroise Tardieu note ceci au sujet de l'église : "De Manzat, l'on va à Loubeyrat où l'on voit une fort grande église moderne, quoique dans un village".
C’est l’abbé Gouilloux, en personne, qui a dessiné les plans de l’église. Ses travaux de construction débutent en 1869, les matériaux utilisés se démarquent par leur origine locale, à l'image du sable provenant d'un lieu-dit de la commune : la Faye. Tous ces matériaux sont alors assemblés par les villageois pour faire s’ériger au milieu du bourg cette nouvelle église dont les travaux s'achèvent entre 1875 et 1876 après sept années de travaux.

## Mobilier

### Autel
Le maître-autel en bois sculpté présente des éléments intéressants : Sur l'autel primitif (antérieur à la réforme liturgique du concile Vatican II), différents saints sont représentés. Le tabernacle est surmonté d'une croix d'autel dorée et d'une structure en bois (dont le haut peut rappeler une flèche de cathédrale) ayant en son bout une statue du Christ. À chaque extrémité, deux anges agenouillés semblent prier.

### Harmoniums
L’église compte deux harmoniums. L’un se situe à la tribune et est difficilement accessible. L’autre, plus petit, est dans les bas-côtés.

### Chaire

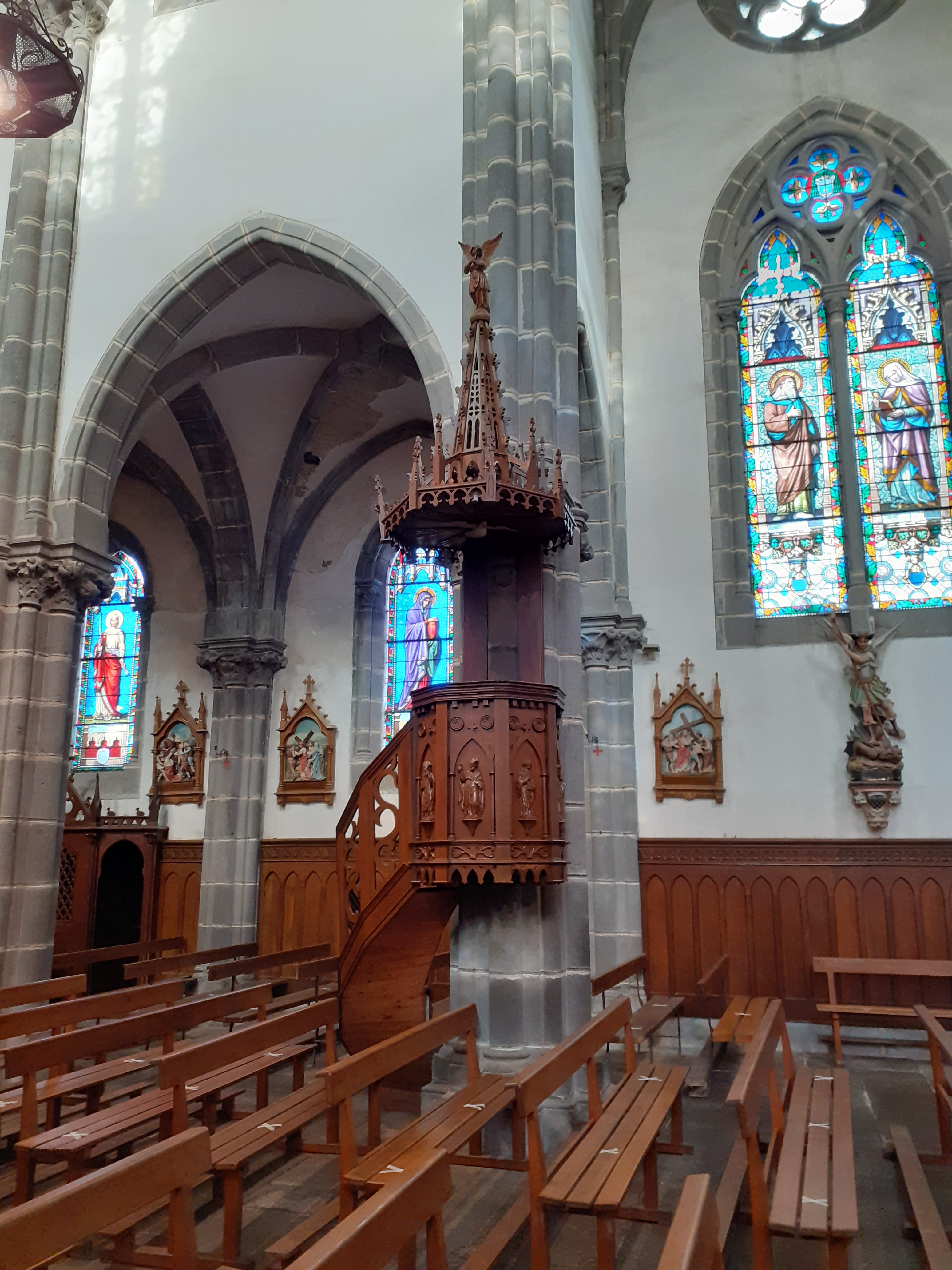
Chair en bois sculpté.

Sur la partie gauche de la nef, se tient une chaire en bois. Y sont sculptées les silhouettes de saints catholiques dont saint Joseph, saint Ambroise et saint Antoine.

### Monuments aux morts

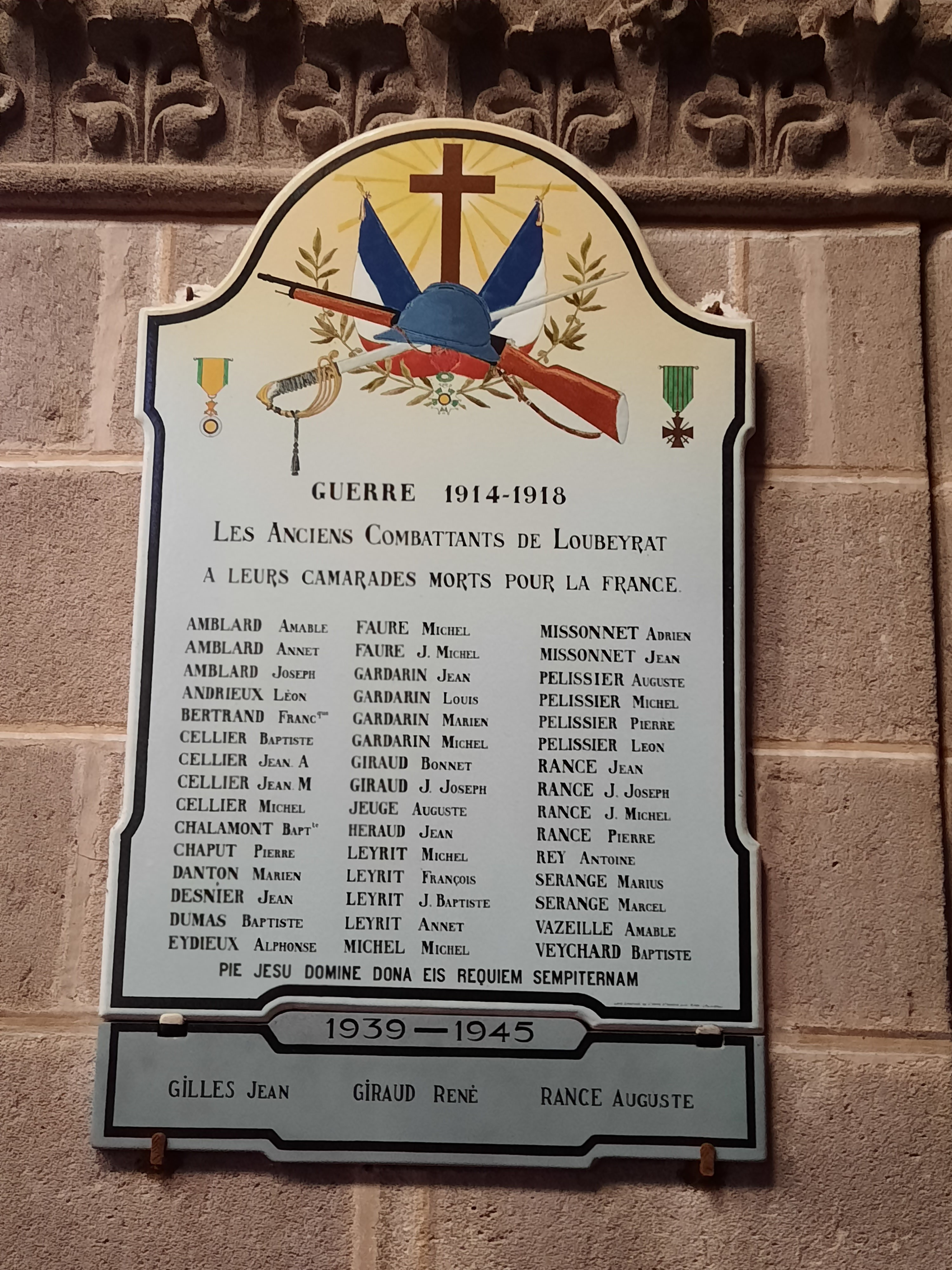
Monument au mort de l'allée centrale.

A l’entrée, sur la droite, se trouve un petit autel placé ici afin de rendre hommage aux enfants de la commune de Loubeyrat morts au champ d’honneur. Nous y voyons les noms, et les visages, de ces enfants morts pour la France lors de la Première et de la Seconde Guerre mondiale. De plus, une autre plaque est fixée sur un des piliers de la nef où sont gravés ces mêmes noms. Enfin, un autre monument, fait de pierre, est érigé sur la place devant l’église.

### Chemin de croix
L’église possède un chemin de croix richement décoré composé de quatre stations retraçant les derniers instants du Christ, de sa condamnation à mort à sa mise dans le sépulcre.

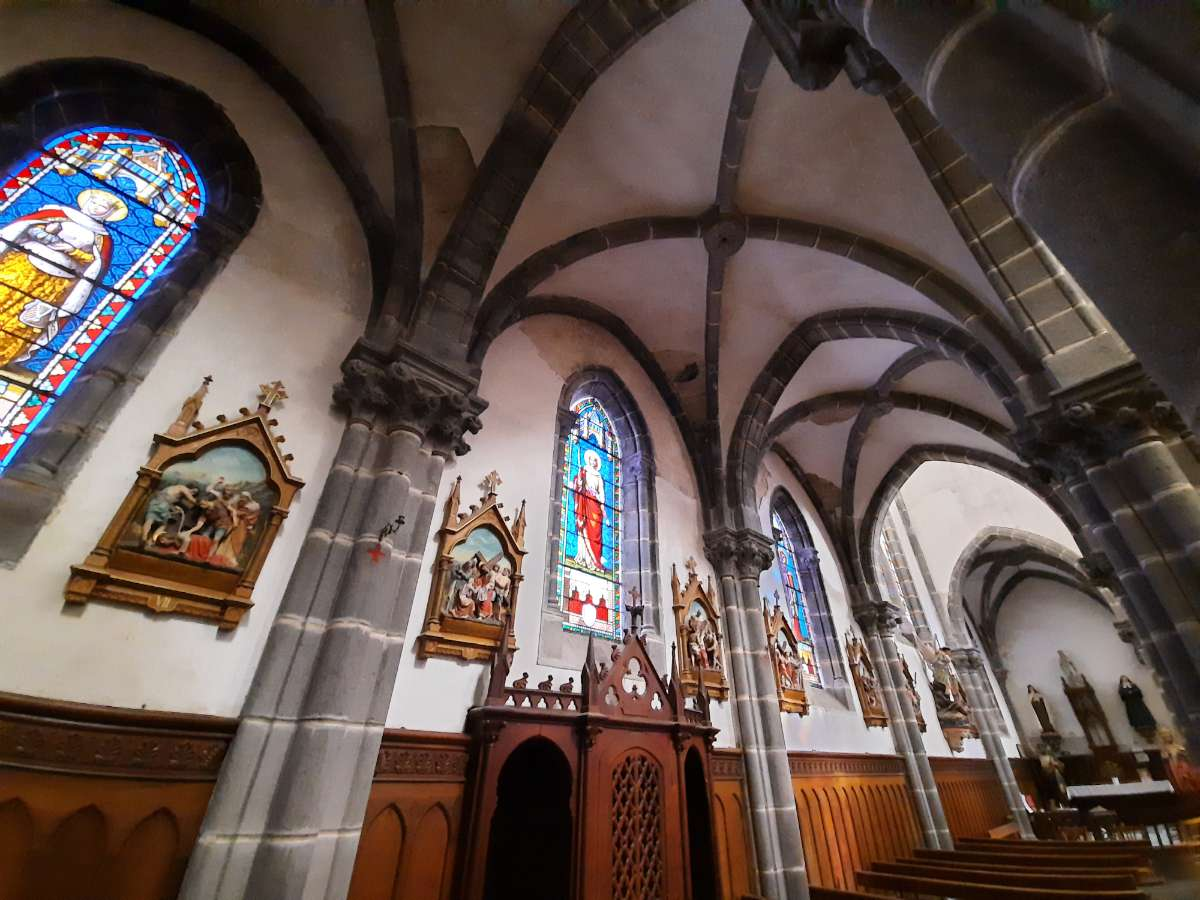
Chemin de croix du bas-côté nord.

## Vitraux
Les vitraux de l’église font l’objet de nombreuses interrogations. En effet, on ne trouve mentionné aucune date de réalisation si ce n’est celle des donations qui montrent que la plupart des vitraux ont été donnés en 1877 et le dernier en 1879. De même le nom du vitrailliste qui a fabriqué ces vitraux n’est pas indiqué si ce n’est sur le vitrail de l’Agneau de Dieu où il est mentionné: “ EUG.MOULIN.A DREUX.1879”.

### Le chœur
Formé par un chevet à pans, cinq vitraux laissent entrer la lumière dans le chœur. Ils représentent les quatre évangélistes, Marc, Matthieu, Jean et Luc et le vitrail central, un passage de la vie de saint Jean-Baptiste sous le vocable duquel est placée l’église : le baptême de Jésus-Christ dans le Jourdain.

### Bas-côté nord
Les trois vitraux représentent trois saintes : 
La première sainte est Marguerite, canonisée au XIIIe siècle. Elle est représentée avec une couronne, un manteau doublé d'hermine ainsi qu'un pourpoint d'hermine recouvrant une armure rappelant qu'elle fut reine d'Ecosse, épouse de Malcom III et une auréole rappelant sa sainteté. Elle tient une bourse qu'elle offre en signe de générosité vis-à-vis de l’Église. Il est un don de Marguerite Cellier et Marguerite Banière datant de 1877.
Le deuxième évoque Philomène, vierge martyre sans doute fictive dont le culte répandue à partir du XIXe siècle s'exerça jusqu'en 1961. Elle est donc représentée sous les traits d'une jeune fille, couronnée de roses blanches rappelant sa virginité et chasteté, auréolée de lumière et tenant des flèches rappelant son martyre et une palme, celle des saints martyrs. Ce vitrail est "offert par la famille Cohade de la Pegoire à Saint-Bauzire" comme le mentionne l'écusson au bas du vitrail.
Madeleine figure sur le troisième vitrail avec un long voile bleue, auréolée, tenant dans ses mains un vase de parfum destiné à l'embaument du corps de Jésus-Christ. On remarque d'ailleurs, comme sur les autres vitraux des bas-côtés, un portail qui surmonte les saints.

### Bas-côté sud
Les trois vitraux représentent l'Agneau de Dieu ainsi que deux saints :
Sur le premier vitrail c'est Henri, canonisé au début du XIIe siècle, qui est évoqué. L'épée qu'il tient en sa main droite rappelle son rôle militaire qu'était celui d'empereur du Saint Empire romain. Dans sa main gauche se trouve une orbe surmonté de la croix symbolisant sa puissance tant terrestre que spirituel. Selon l'écusson des donateurs, ce vitrail a été offert en 1877 par Henri Chefdeville, habitant Riom.
Le second vitrail représente L'Agneau de Dieu : le Christ porte sur ses épaules l'agneau sacrificiel, dit Agneau de Dieu qui enlèvera tous les péchés du monde. Différant des autres  vitraux par son absence de cartouche ou d'écusson, ce vitrail est le seul des bas-côtés à ne pas représenter de saints.
Enfin, Michel, archange et "champion du Bien" est représenté sur ce troisième vitrail du bas-côté sud : il y terrasse un démon en posant sur son dos ses pieds nus. Il brandit dans sa main droite un baton et tient dans la gauche un bouclier où sont gravés une croix et un soleil, symboles de la protection angélique. Comme l'indique l'écusson, ce dernier vitrail est la donation de Michel Faure et Michel Grenier, en 1877.

### Transept nord
Cette verrière représente Joachim et Anne, les parents de la Vierge Marie. On voit d’un côté Joachim en vieillard et de l’autre Anne tenant un livre qui rappelle qu’elle « fît l’éducation de la Vierge Marie ». Les deux vitraux sont surmontés d’une ogive trilobée au-dessus duquel est placée une ogive dont l'oculus central est composé du blason de l’évêque de Clermont, Louis-Charles Féron (1793-1879), contemporain de la construction de l'édifice surmonté du chapeau épiscopal.

### Transept sud
La verrière du transept se trouvant face à celle du transept nord représente saint Claude et saint Augustin qui sont les deux prénoms de l’abbé Gouilloux (1815-1889) qui fit édifier l’église. Bien qu’il ne soit pas fait mention du donateur, il semble probable que ce vitrail soit une donation de ce prêtre. Sur ces deux vitraux, il est écrit suivi du nom du saint: « EV.PPN » signifiant "évêque, priez pour nous".

### Rosacedu portail
La rosace située au dessus de la porte de l’église et qui est observable de l’intérieur où elle est positionnée au niveau de la tribune où se trouve l’harmonium, elle se compose d’un médaillon centrale en forme de cercle représentant le buste de Dieu en majesté, bénissant de sa main droite et tenant dans sa main gauche une orbe, signe du pouvoir sur terre et aux cieux. Ces contours sont constitués d’une frise. De ce médaillon sont reliés huit branches où l’on observe en leur bout, une fleur de lys. Ces motifs sont d’ailleurs similaires des deux travées de chaque côté du chœur.

## Cloches
Les cloches de l'église furent bénies par Mgr Boyer, évêque de Clermont en juillet 1891, donnant lieu à une cérémonie festive.
Selon l'historiographe Tardieu, l'une des cloches de l'église daterait de l'an 1007, ce qui est néanmoins contesté par certains auteurs.

## Divers
Chaque année, une messe est célébrée à l'occasion de la nativité de saint Jean-Baptiste, patron de Loubeyrat, le dimanche suivant le 24 juin.
Charles Servier (1901-1970), menuisier-ébéniste à Riom et peintre amateur, a peint une aquarelle intitulée "l'Église de Loubeyrat".

## Sources
- Article "Église de Loubeyrat - Les vitraux de la cathédrale des montagnes", dans Brayauds & Combrailles, n°128, Danielle Lecan, juin 2013, 70-89
- Brochure "Loubeyrat, cathédrale des Montagnes", dans Collection Trésors des Combrailles, n°19, Renée Coupat et Mariette Miconnet, printemps 2013